# Đồng xu
Đồng xu (từ tiếng Pháp: sou) hay đồng tiền, tiền đồng, tiền xu, là một mảnh kim loại có hình tròn, cứng, thường có màu trắng hoặc màu vàng tùy thuộc vào chất liệu, được chuẩn hoá về trọng lượng, kích thước chúng được sản xuất với số lượng lớn để làm phương tiện trao đổi trong thương mại, và chủ yếu có thể được sử dụng và có giá trị thương mại trong khu vực nhất định, như quốc gia, vùng lãnh thổ.